# Ốc cây
Ốc cây là một tên gọi chung được áp dụng cho các loại ốc cạn nhiệt đới hít thở bằng không khí, động vật thân mềm lớp chân bụng có phổi và vỏ, và sống trên cây, nói cách khác, là chỉ di chuyển trên cây.
Một số loài ốc đất hít thở bằng không khí khác đôi khi có thể được tìm thấy trên thân cây, hoặc thậm chí trong tán lá của cây, nhưng điều này không có nghĩa là chúng sống cả đời trên cây và chúng không được coi là ốc cây.

## Ốc cây Tree snail
Các giống và loài được gọi là "ốc cây - tree snail" là một phần của tên chung bao gồm:
- chi Achatinella - ốc cây O'ahu, 40 loài.
- Partula - nhiều loài khác nhau trong chi Partula được biết đến dưới tên chung là "Ốc sên cây Moorean Viviparous" hoặc "Ốc sên cây Polynesia".
- Samoana - ngoài ra, nhiều loài khác nhau trong chi Samoana được biết đến dưới tên chung là "Ốc sên cây Moorean Viviparous" hoặc "Ốc sên cây Polynesia". 
  - Samoana abbreviata - được gọi là ốc cây Samoa ngắn

## Ốc cây Treesnail
Nhiều loài khác nhau có từ "ốc cây = treesnail" như là một phần của tên chung của chúng:
- Drymaeus
  - Drymaeus dominicus (Reeve, 1850) - ốc cây [1]
  - Drymaeus dormani (WG Binney, 1857) - ốc cây manatee
  - Drymaeus multilineatus (Say, 1825) - ốc cây
- Orthalicus reses - ốc cây trên đảo Stock 
  - Orthalicus reses nesodryas - ốc cây Florida Keys
- Orthalicus floridensis - dải cây
- Liguus fasciatus (Müller, 1774) - ốc cây ở Florida
- Papustyla pulcherrima - ốc xanh ngọc lục bảo, hoặc ốc cây xanh, hoặc ốc cây xanh manus
- Amphidromus asper - ốc cây thở không khí cỡ lớn